# 적성군
적성군(積城郡)은 삼국시대부터 조선시대에 지금의 파주시 적성면과 양주시 남면, 연천군 백학면, 연천군 전곡읍의 간파리, 늘목리 일대에 있던 경기도 서북부의 옛 행정구역의 명칭이다. 고려시대에 형성되어 북면의 연천군 편입을 시작으로, 1914년 해체되어 파주군, 양주군 등에 분할 흡수되었다. 인근지역 중 한때 백학면에 편입되었던 장남면은 본래 장단군 지역으로 적성군과는 관련이 없다.

## 유래
파주시 적성면(구. 적성군 동면, 현내면, 서면)을 중심으로 연천군의 백학면(구. 적성군 북면), 남면 등에 위치하였었다. 삼국시대에는 백제, 고구려에 속했으며, 칠중현(七重縣) 또는 급별(及別)이라고 불렸다. 삼국시대에는 난은별(難隱別)이라고도 했는데, 난은(難隱)이 일본어의 나나츠(七つ)와 연관이 있다는 주장도 있다. 원래 백제땅이었으나, 장수왕 때에 고구려로 편입되었다.
칠중(七重)은 현대 한국어로는 "일곱겹"으로 읽을 수 있는데, 근방을 흐르는 임진강의 흐름이 굴곡이 심하기 때문에 붙여진 이름이라고 추정되며, 고대에는 임진강을 "칠중하(七重河)라고 불렀다. 실제로 지도를 보면 적성면 주변으로 임진강의 굴곡이 일곱개 안팎임을 볼 수 있는데, 당나라 군사들은 칠중하의 굴곡진 흐름을 보고 마치 표주박이 굴러다니는 것 같다며 '호로하(瓠蘆河)', '표하(瓢河)'라고 불렀다고 한다.
신라의 삼국통일 이후 신라에 편입되었으며 신라 경덕왕 때, 중성(重城)으로 이름을 고쳐 내소군(來蘇郡, 경기도 양주군)의 속현으로 삼았다. 고려 초기에 적성으로 이름을 고쳐 적성현이 되었으며, 1018년(고려 현종 9년) 장단군의 속현이 되었다가 1062년(고려 문종 16년) 다시 개성부에 예속되었다. 1106년(예종 1년) 독자적인 현이 되어, 감무를 두었다. 1413년(조선 태종 13년) 현감을 임명하였고, 1895년(고종 32) 군으로 승격하여 한성부에 속하였다.
양주시의 남면은 본래 적성군의 남부에 있어서 남면이라 불렀으며, 양주군으로 편입된 뒤에도 그 명칭을 그대로 사용하고 있다.

## 역사
| Daedongyeojido (Gyujanggak) 12-04.jpg | Daedongyeojido (Gyujanggak) 12-03.jpg |
|                                       |                                       |

- 원래 백제땅이었으나, 장수왕 때에 고구려 땅이 되었고 이때에 칠중현(七重縣)이 되었다.
- 629년 진평왕 51년, 김서현외 2명에 의해 신라로 편입되어 선덕여왕 때에 이곳에 칠중성을 축조하였고, 삼국통일 전쟁의 격전지가 되었다.
- 통일신라시대인 757년(경덕왕 16년)에 이름을 중성현(重城縣)으로 고치고 내소군(來蘇郡)(지금의 양주시내)의 영현으로 삼았다.
- 고려시대에 지금의 이름인 적성(積城)으로 고쳐 1018년(현종 9년)에 장단군의 속현으로 삼았다. 1106년(예종 원년)에는 감무가 중앙정부에서 파견되었다.
- 조선시대에 들어와 태종 13년 (1413년)에는 현감을 두었다.
- 1895년 23부제의 실시와 더불어 현(縣)이 폐지됨에 따라 한성부 관할 적성군이 되었다가 13도제 실시로 경기도에 속하게 되었다.
- 1906년 9월 24일: 마전군에 하북면을 편입.[3]

### 해체 이후
- 1914년 4월 1일 : 행정구역 개편으로 연천군에 통폐합되면서, 적성군의 중심지역이 적성면이 되었다.

| 조선총독부령 제111호  |             |                                                                                                  |             |             |
| 구 행정구역           | 신 행정구역 | 신 행정구역                                                                                      | 신 행정구역 | 신 행정구역 |
| 마전군 군내면(郡內面) | 적성면      | 삼화리                                                                                           |             |             |
| 장단군 고남면(古南面) | 적성면      | 장좌리                                                                                           |             |             |
| 적성군 동면(東面)     | 적성면      | 가월리, 객현리, 구읍리, 늘목리, 마지리, 설마리, 두지리, 어유지리, 율포리, 장현리, 적암리, 주월리 |             |             |
| 적성군 서면(西面)     | 적성면      | 답곡리, 무건리, 식현리, 자장리, 장파리                                                           |             |             |
| 적성군 남면(南面)     | 남면        | 경신리, 구암리, 두곡리, 매곡리, 상수리, 신산리, 신암리, 입암리, 한산리, 황방리                   |             |             |

- 1945년 9월 2일 : 미국과 소련이 38선을 경계로 한반도를 분할하여 연천군 대부분이 38선 이북이 되면서, 38선 이남이었던 옛 적성군 지역(적성면, 남면)이 파주군에 편입되었다.
- 1946년 2월 5일 : 남면이 파주군에서 양주군으로 이관되었다.(현 양주시 남면)
- 1996년 3월 1일: 파주군이 시로 승격되어 파주시 적성면이 되었다.

## 낭비성
낭비성(娘臂城)은 629년 신라 진평왕 51년, 고구려 영류왕 12년 가을 8월에 신라 대장군 김용춘(金龍春)과 김서현(金舒玄), 부장군 김유신(金庾信)이 점령한 고구려의 성이다. 낭비성의 위치는 7세기 전반의 고구려와 신라의 영역과 경계를 반영하는 점에서 주목을 받아왔다.
『신증동국여지승람(新增東國輿地勝覽)』에서는 지금의 청주시인 낭자곡성으로 비정하였지만, 당시에 청주보다 북쪽인 한강 유역이 신라의 영역이었기 때문에 청주가 고구려 땅이었다면 본국과 완전히 고립된다는 문제가 제기되어 왔다. 이 때문에 낭비성을 한강 북쪽으로 비정하는 견해가 제시되었는데, 김정호는 대동지지(大東地志)에서 낭비성을 칠중성으로 비정하였다. 실제로 낭비(娘臂)라는 이름은 낭자곡(娘子谷)보다 칠중(七重)의 고구려어 이름인 '난은별'(難隱別)에 더 가깝다.

## 같이 보기
- 파주시
- 연천군
- 칠중성